# Росс-Крейг, Стелла
Стелла Росс-Крейг (англ. Stella Ross-Craig; 19 марта 1906, Олдершот — 6 февраля 2006) — британский ботанический иллюстратор.

## Биография
Её отец был химиком. Девушка с детства интересовалась ботаникой, посещала занятия по рисованию в «Chelsea Polytechnic». В 1929 году она начала работать ботаническим иллюстратором и таксономистом в Королевских ботанических садах в Кью и была одним из соавторов в «Curtis’s Botanical Magazine» и «Hooker’s Icones Plantarum». Её работы привлекли внимание Сэра Эдварда Солсбери, директора Кью, который и привел её в издательство.
Она была замужем за ботаником, своим коллегой Джозефом Робертом Сили.
Первая книга Стеллы Росс-Крейг из серии «Рисунки британских растений» была опубликована в 1948 году. Серия была выпущена в виде набора недорогих книг в мягкой обложке стоимостью 6 шиллингов, что отличало её от подобных книг для профессионалов и состоятельных любителей. В конечном счёте серия выросла до 31 части в 1973 году, общее число опубликованных в серии литографий составило более 1300. В этой серии размещены описания всех британских цветочных растений за исключением злаков и осоковых. Стелла Росс-Крейг также часто создавала чёрно-белые иллюстрации с высушенными образцами растений, которые хранятся в Королевских ботанических садах в Кью.
В 1999 году отмечена Kew International Medal. В 2003 году её 55 оригинальных иллюстраций были представлены на выставке в Королевском ботаническом саду Эдинбурга. В следующем году её работы были выставлены в Галерее Кью. Стелла Росс-Крейг была членом Лондонского Линнеевского общества с 1948 года.
В 2002 году Стелла Росс-Крейг была награждена золотой памятной медалью Вече Королевского садоводческого общества.